# Hohenbüchen
Hohenbüchen è una frazione (Ortsteil) del comune di Delligsen, nel land della Bassa Sassonia, in Germania.

## Storia
Già comune autonomo, fu soppresso e incorporato a Delligsen il 1º aprile 1974.
| Controllo di autorità | VIAF (EN) 47145602546301362424 · GND (DE) 10061217-9 |